# WVV Wageningen in het seizoen 1957/58
Het seizoen 1957/1958 was het vierde jaar in het bestaan van de Wageningense betaaldvoetbalclub Wageningen. De club kwam uit in de Eerste divisie B en eindigde daarin op de 10e plaats. Tevens deed de club mee aan het toernooi om de KNVB beker, hierin werd in de kwartfinale verloren van Volendam (2–9).

## Wedstrijdstatistieken

### Eerste divisie B
|       | Eindhoven | Fortuna | Haarlem | Helmondia '55 | Hermes DVS | KFC   | Leeuwarden | Limburgia | RCH   | Rigtersbleek | SHS   | Sittardia | Stormvogels | De Volewijckers | Xerxes |
| ----- | --------- | ------- | ------- | ------------- | ---------- | ----- | ---------- | --------- | ----- | ------------ | ----- | --------- | ----------- | --------------- | ------ |
| Thuis | 1 – 1     | 3 – 3   | 3 – 2   | 3 – 0         | 2 – 4      | 0 – 0 | 0 – 6      | 5 – 1     | 1 – 2 | 6 – 5        | 2 – 2 | 3 – 0     | 2 – 3       | 1 – 3           | 3 – 4  |
| Uit   | 3 – 3     | 5 – 3   | 0 – 0   | 1 – 3         | 0 – 0      | 3 – 2 | 3 – 0      | 1 – 2     | 1 – 6 | 2 – 2        | 4 – 1 | 2 – 1     | 4 – 4       | 3 – 4           | 1 – 1  |

### KNVB beker
| 1e ronde                                               | Wageningen                                                                                          | 4 – 0 (1 – 0)        | Borne                                                                |
| 26 december 1957 Plaats: Wageningen De Wageningse Berg | Ton van de Weerd 44', –' Hans van Eeden 65' Charley van de Weerd                                    |                      |                                                                      |
| 2e ronde                                               | Veendam                                                                                             | 2 – 2 (1 – 1)        | Wageningen                                                           |
| 13 april 1958 Plaats: Veendam De Langeleegte           | Sietze de Jong –', 58'                                                                              |                      | Charley van de Weerd 85' Ton van de Weerd                            |
| 3e ronde                                               | Wageningen                                                                                          | 5 – 2 (3 – 1)        | Enschedese Boys                                                      |
| 24 mei 1958 Plaats: Wageningen De Wageningse Berg      | Joop van de Kolk Ton van de Weerd 35' Hans van Eeden 38' Charley van de Weerd Hans Luiten –' (e.d.) |                      | 40', 50' Gerrit Nijsink                                              |
| 4e ronde                                               | Wageningen                                                                                          | 3 – 3 (2 – 1)        | NAC                                                                  |
| 7 juni 1958 Plaats: Wageningen De Wageningse Berg      | Charley van de Weerd 18', –' Ton van de Weerd 24'                                                   |                      | 17' Cock Luyten 48' Hein van Gastel 71' Adrie Pelkmans               |
| 4e ronde (replay)                                      | NAC                                                                                                 | 2 – 3 (1 – 1, 2 – 2) | Wageningen                                                           |
| 10 juni 1958 Plaats: Breda Beatrixstraat               | Hein van Gastel 20' Leo Canjels 55' (pen.)                                                          |                      | 2', 46', 108' Charley van de Weerd                                   |
| Kwartfinale                                            | Wageningen                                                                                          | 2 – 9 (2 – 5)        | Volendam                                                             |
| 15 juni 1958 Plaats: Wageningen De Wageningse Berg     | Charley van de Weerd 9' Joop van de Kolk                                                            |                      | 8', 14', –', –', 38', 50', 75' Dick Tol 80' Harmen Veerman Ben Steur |

## Statistieken Wageningen 1957/1958

### Eindstand Wageningen in de Nederlandse Eerste divisie B 1957 / 1958
| Stand | Gespeeld | Gewonnen | Gelijk | Verloren | Punten | Doelpunten voor | Doelpunten tegen |
| ----- | -------- | -------- | ------ | -------- | ------ | --------------- | ---------------- |
| 10e   | 30       | 9        | 10     | 11       | 28     | 67              | 69               |

### Topscorers
| #                    | Naam                 | Goal |
| -------------------- | -------------------- | ---- |
| 1.                   | Charley van de Weerd | 18   |
| 2.                   | Joop van der Kolk    | 14   |
| 2.                   | Ton van de Weerd     | 14   |
| 4.                   | Henk Vreekamp        | 11   |
| 5.                   | Jan Knevel           | 5    |
| 6.                   | Hans van Eeden       | 2    |
| Onbekende doelpunten |                      |      |
| –                    | Onbekend             | 3    |
| Totaal               | Totaal               | 67   |

| #              | Naam                          | Goal |
| -------------- | ----------------------------- | ---- |
| 1.             | Charley van de Weerd          | 9    |
| 2.             | Ton van de Weerd              | 5    |
| 3.             | Hans van Eeden                | 2    |
| 3.             | Joop van de Kolk              | 2    |
| Eigen doelpunt |                               |      |
| –              | Hans Luiten (Enschedese Boys) | 1    |
| Totaal         | Totaal                        | 19   |